# Исследование Сатурна
Исследования Сатурна — одной из пяти планет Солнечной системы, легко видимых невооружённым глазом с Земли (в максимуме блеск Сатурна превышает первую звёздную величину) — ведутся с давних времён.

## Визуальные
Чтобы наблюдать кольца Сатурна, необходим телескоп с апертурой не менее 15 мм. При апертуре инструмента в 100 мм видны более тёмная полярная шапка, тёмная полоса у тропика и тень колец на планете. А при апертуре 150—200 мм станут различимы четыре-пять полос облаков в атмосфере и неоднородности в них, но их контраст будет заметно меньше, чем у юпитерианских.

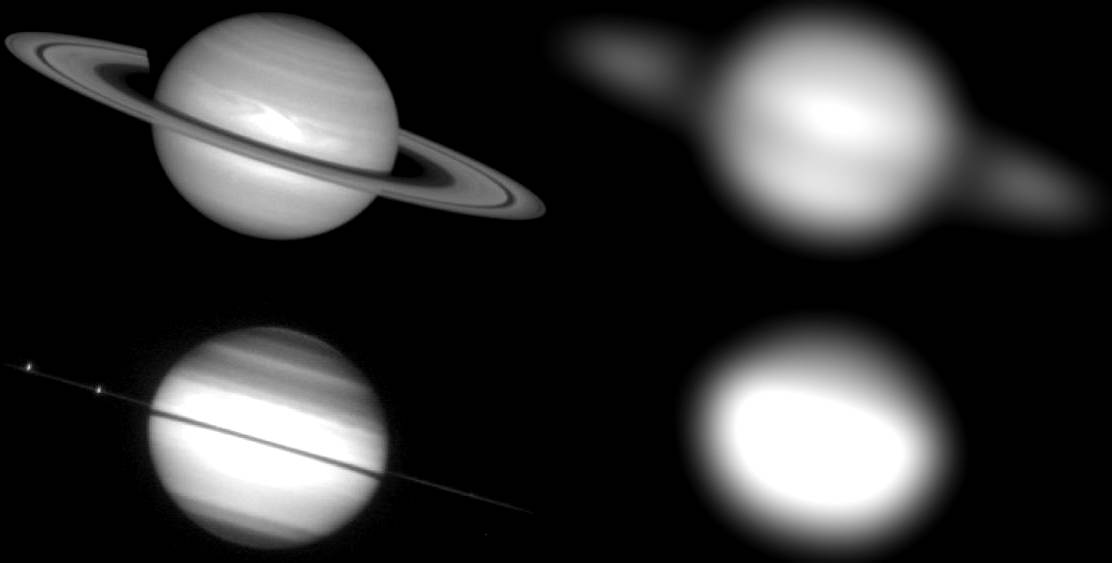
Вид Сатурна в современный телескоп (слева) и в телескоп времён Галилея (справа)

Впервые наблюдая Сатурн через телескоп в 1609—1610 годах, Галилео Галилей заметил, что Сатурн выглядит не как единое небесное тело, а как три тела, почти касающихся друг друга, и высказал предположение, что это два крупных «компаньона» (спутника) Сатурна. Два года спустя Галилей повторил наблюдения и, к своему изумлению, не обнаружил «спутников».
В 1659 году Гюйгенс с помощью более мощного телескопа выяснил, что «компаньоны» — это на самом деле тонкое плоское кольцо, опоясывающее планету и не касающееся её. Гюйгенс также открыл самый крупный спутник Сатурна — Титан. Начиная с 1675 года изучением планеты занимался Кассини. Он заметил, что кольцо состоит из двух колец, разделённых чётко видимым зазором — щелью Кассини, и открыл ещё несколько крупных спутников Сатурна: Япет, Тефию, Диону и Рею.
В дальнейшем значительных открытий не было до 1789 года, когда Уильям Гершель открыл ещё два спутника — Мимас и Энцелад. Затем группой британских астрономов был открыт спутник Гиперион, с формой, сильно отличающейся от сферической, находящийся в орбитальном резонансе с Титаном.
В 1899 году Уильям Пикеринг открыл Фебу, которая относится к классу нерегулярных спутников и не вращается синхронно с Сатурном как большинство спутников. Период её обращения вокруг планеты — более 500 дней, при этом обращение идёт в обратном направлении.
В 1944 году Джерардом Койпером было открыто наличие мощной атмосферы на другом спутнике — Титане. Данное явление для спутника уникально в Солнечной системе.

Сатурн, как его видно с Земли в противостояние, 2001—2029 гг. (компьютерное моделирование)

В 1990-х Сатурн, его спутники и кольца неоднократно исследовались космическим телескопом «Хаббл». Долговременные наблюдения дали немало новой информации, которая была недоступна для «Пионера-11» и «Вояджеров» при их однократном пролёте мимо планеты. Также было открыто несколько спутников Сатурна, и определена максимальная толщина его колец. При измерениях, проведённых 20—21 ноября 1995 года, была определена их детальная структура. В период максимального наклона колец в 2003 году были получены 30 изображений планеты в различных диапазонах длин волн, что на тот момент дало наилучший охват по спектру излучений за всю историю наблюдений. Эти изображения позволили учёным лучше изучить динамические процессы, происходящие в атмосфере, и создавать модели сезонного поведения атмосферы.
Также широкомасштабные наблюдения Сатурна велись Южной Европейской обсерваторией в период с 2000 по 2003 год. Было обнаружено несколько маленьких спутников неправильной формы.

## Исследования с помощью космических аппаратов

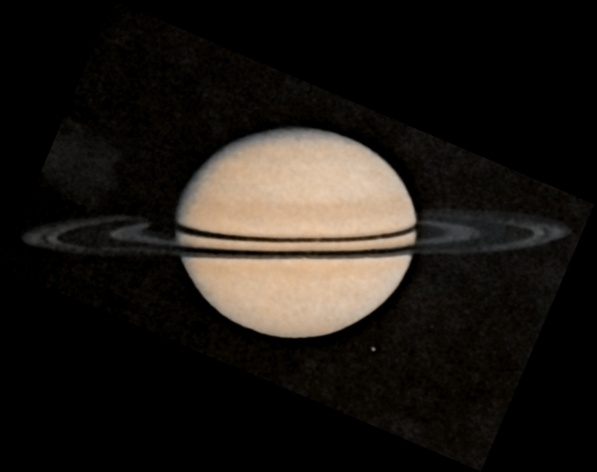
Первая в истории фотография Сатурна вблизи, сделанная аппаратом «Пионер-11» 26 августа 1979 года

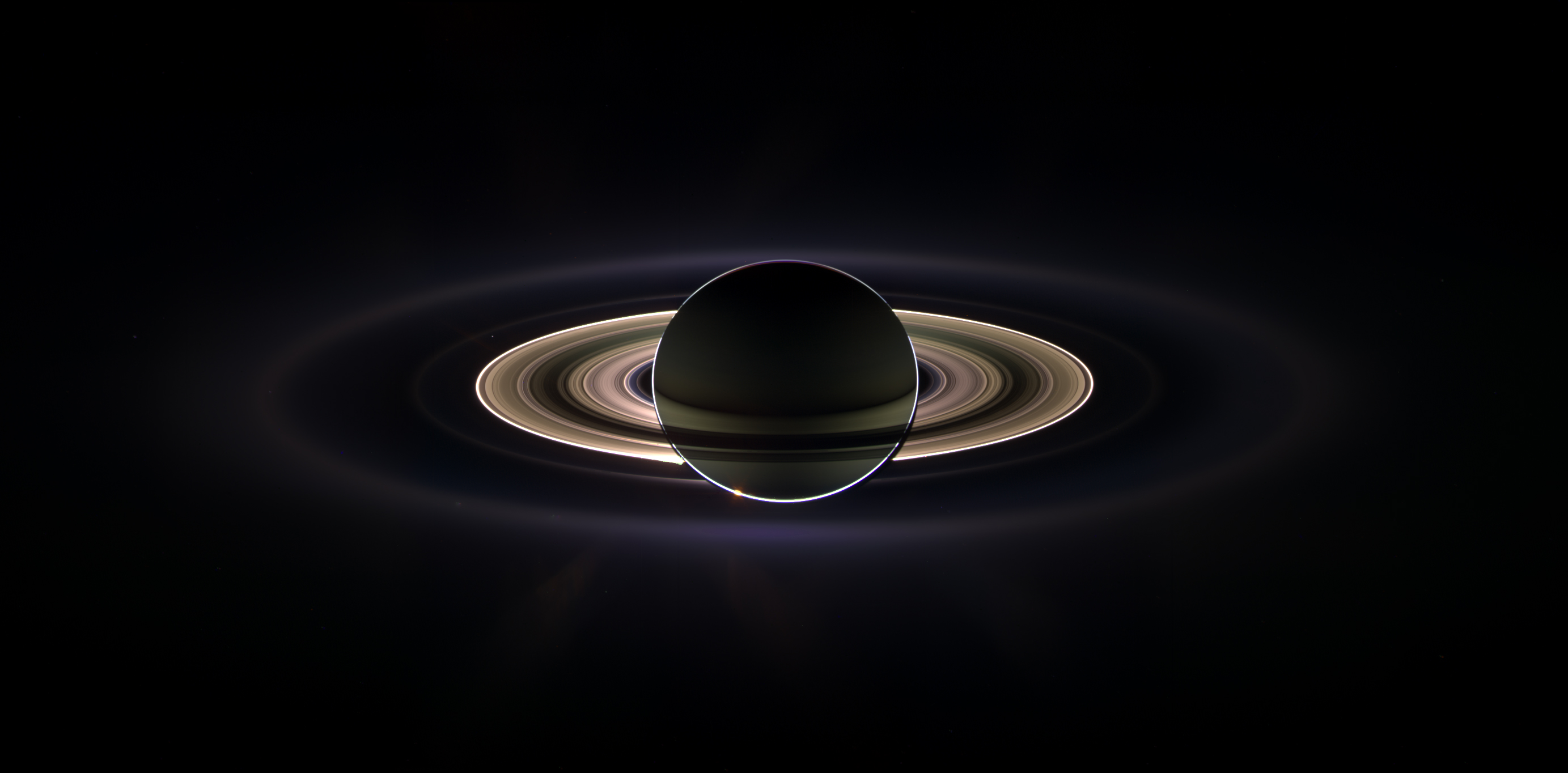
Затмение Солнца Сатурном 15 сентября 2006. Фото межпланетной станции Кассини с расстояния 2,2 млн км. На фотографии слева, над самым ярким кольцом видна маленькая голубая точка — Земля

В 1979 году автоматическая межпланетная станция (АМС) США «Пионер-11» впервые в истории пролетела вблизи Сатурна. Изучение планеты началось 2 августа 1979 года. Окончательное сближение с Сатурном состоялось 1 сентября 1979 года. Во время полёта аппарат приблизился к слою максимальной облачности планеты на расстояние 21 400 км. Были получены изображения планеты и некоторых её спутников, однако их разрешение было недостаточно для того, чтобы разглядеть детали поверхности. Также, ввиду малой освещённости Сатурна Солнцем, изображения были слишком тусклые. Аппарат также пролетел под плоскостью колец для их изучения. В числе открытий было обнаружение тонкого кольца F. Кроме того, было обнаружено, что многие участки, видимые с Земли как светлые, были видны с «Пионера-11» как тёмные, и наоборот. Также аппаратом была измерена температура Титана. Исследования планеты продолжались до 15 сентября, после чего аппарат стал удаляться от Сатурна и Солнца.
В 1980—1981 годах за «Пионером-11» последовали также американские АМС «Вояджер-1» и «Вояджер-2». «Вояджер-1» сблизился с планетой 13 ноября 1980 года, но его исследование Сатурна началось ещё за три месяца до этого. Во время прохождения был сделан ряд фотографий в высоком разрешении. Удалось получить изображение спутников: Титана, Мимаса, Энцелада, Тефии, Дионы, Реи. При этом аппарат пролетел около Титана на расстоянии всего 6500 км, что позволило собрать данные о его атмосфере и температуре. Было установлено, что атмосфера Титана настолько плотная, что не пропускает достаточного количества света в видимом диапазоне, поэтому фотографий деталей его поверхности получить не удалось. После этого аппарат покинул плоскость эклиптики Солнечной системы, чтобы заснять Сатурн с полюса.

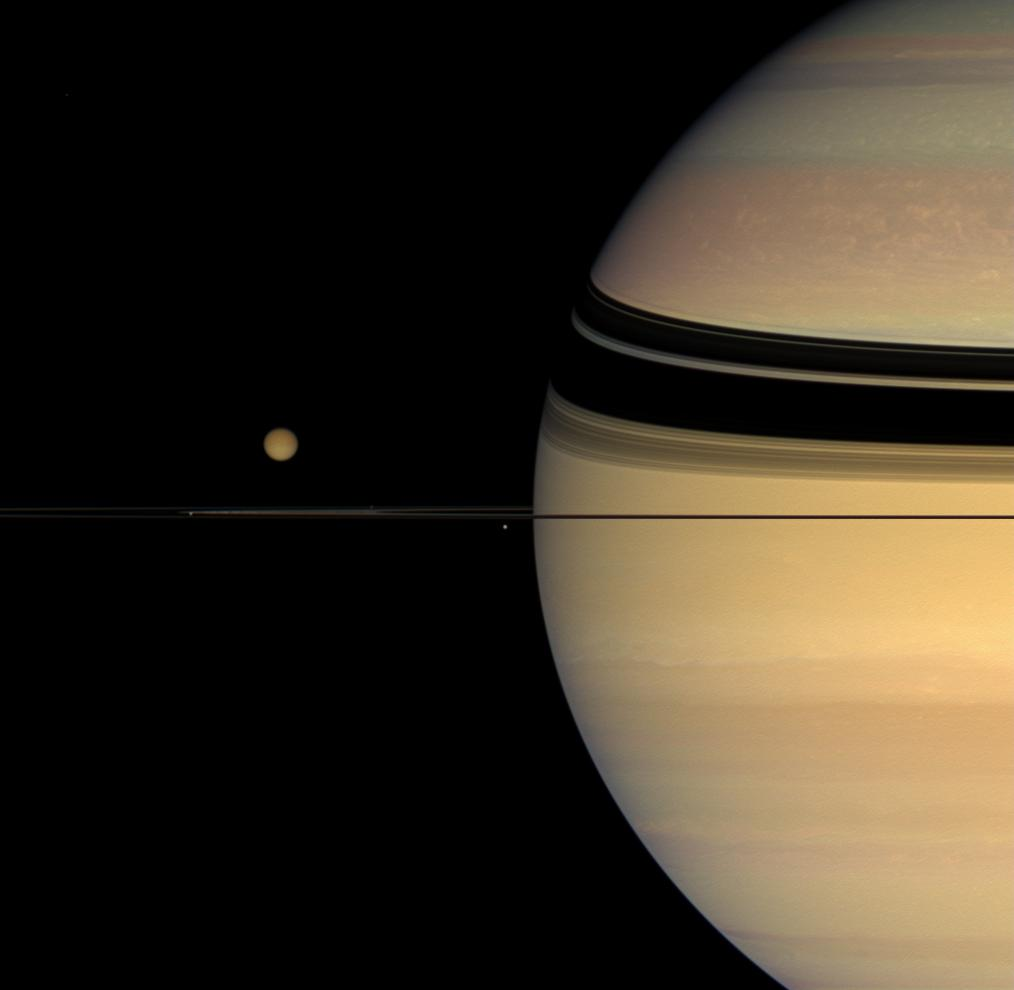
Сатурн и его спутники — Титан, Янус, Мимас и Прометей — на фоне колец Сатурна, видимых с ребра и диска планеты-гиганта

Годом позже, 25 августа 1981 года, к Сатурну приблизился «Вояджер-2». За время своего пролёта аппарат произвёл исследование атмосферы планеты с помощью радара. Были получены данные о температуре и плотности атмосферы. На Землю было отправлено около 16 000 фотографий с наблюдениями. Во время полётов система поворота камеры заклинилась на несколько суток, и часть необходимых изображений получить не удалось. Затем аппарат, используя силу притяжения Сатурна, развернулся и полетел по направлению к Урану. Также эти аппараты впервые обнаружили магнитное поле Сатурна и исследовали его магнитосферу, наблюдали штормы в атмосфере Сатурна, получили детальные снимки структуры колец и выяснили их состав. Были открыты щель Максвелла и щель Килера в кольцах. Кроме того, около колец было открыто несколько новых спутников планеты.
В 1997 году к Сатурну была запущена АМС «Кассини-Гюйгенс», которая после 7 лет полёта 1 июля 2004 года достигла системы Сатурна и вышла на орбиту вокруг планеты. Основными задачами этой миссии, рассчитанной первоначально на 4 года, являлось изучение структуры и динамики колец и спутников, а также изучение динамики атмосферы и магнитосферы Сатурна и детальное изучение крупнейшего спутника планеты — Титана.
До выхода на орбиту в июне 2004 года АМС прошла мимо Фебы и послала на Землю её снимки в высоком разрешении и другие данные. Кроме того, американский орбитальный аппарат «Кассини» неоднократно пролетал у Титана. Были получены изображения больших озёр и их береговой линии со значительным количеством гор и островов. Затем специальный европейский зонд «Гюйгенс» отделился от аппарата и на парашюте 14 января 2005 года спустился на поверхность Титана. Спуск занял 2 часа 28 минут. Во время спуска «Гюйгенс» отбирал пробы атмосферы. Согласно интерпретации данных с зонда «Гюйгенс», верхняя часть облаков состоит из метанового льда, а нижняя — из жидких метана и азота.
С начала 2005 года учёные наблюдали за излучением, идущим с Сатурна. 23 января 2006 года на Сатурне произошёл шторм, который дал вспышку, в 1000 раз превосходящую по мощности обычное излучение в диапазоне радиочастот. В 2006 году НАСА доложило об обнаружении аппаратом очевидных следов воды, которые извергаются гейзерами Энцелада. В мае 2011 года учёные НАСА заявили, что Энцелад «оказался наиболее приспособленным для жизни местом в Солнечной системе после Земли».

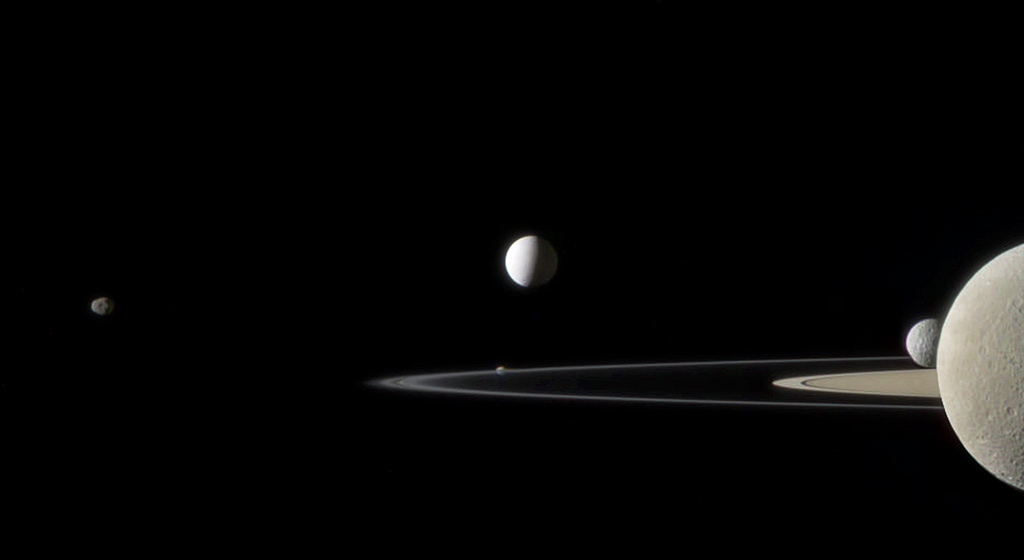
Сатурн и его спутники: в центре снимка — Энцелад, справа, крупным планом, видна половинка Реи, из-за которой выглядывает Мимас. Фотография сделана зондом «Кассини», июль 2011

Фотографии, сделанные «Кассини», позволили сделать другие значительные открытия. По ним были обнаружены ранее неоткрытые кольца планеты вне главной яркой области колец и внутри колец G и Е. Данные кольца получили названия R/2004 S1 и R/2004 S2. Предполагается, что материал для этих колец мог образоваться вследствие удара о Янус или Эпиметей метеорита или кометы.
В июле 2006 года снимки «Кассини» позволили установить наличие углеводородного озера недалеко от северного полюса Титана. Окончательно этот факт был подтверждён дополнительными снимками в марте 2007 года. В октябре 2006 года на южном полюсе Сатурна был обнаружен ураган диаметром 8000 км.
В октябре 2008 года «Кассини» передал изображения северного полушария планеты. С 2004 года, когда «Кассини» подлетел к ней, произошли заметные изменения, и теперь она окрашена в необычные цвета. Причины этого пока непонятны. Предполагается, что недавнее изменение цветов связано со сменой времён года. C 2004 года по 2 ноября 2009 года с помощью аппарата были открыты 8 новых спутников. Основная миссия «Кассини» закончилась в 2008 году, когда аппарат совершил 74 витка вокруг планеты. Затем задачи зонда были продлены до сентября 2010 года, а потом до 2017 года для изучения полного цикла сезонов Сатурна.
В 2009 году появился совместный американско-европейский проект НАСА и ЕКА по запуску АМС «Titan Saturn System Mission» для изучения Сатурна и его спутников Титана и Энцелада. В ходе него станция 7—8 лет будет лететь к системе Сатурна, а затем станет спутником Титана на два года. Также с неё будут спущены воздушный шар-зонд в атмосферу Титана и посадочный модуль (возможно, плавающий).